# Laodicea minuscula
Laodicea minuscula is een hydroïdpoliep uit de familie Laodiceidae. De poliep komt uit het geslacht Laodicea. Laodicea minuscula werd in 1957 voor het eerst wetenschappelijk beschreven door Vannucci. 